# Kathaleen McCormick

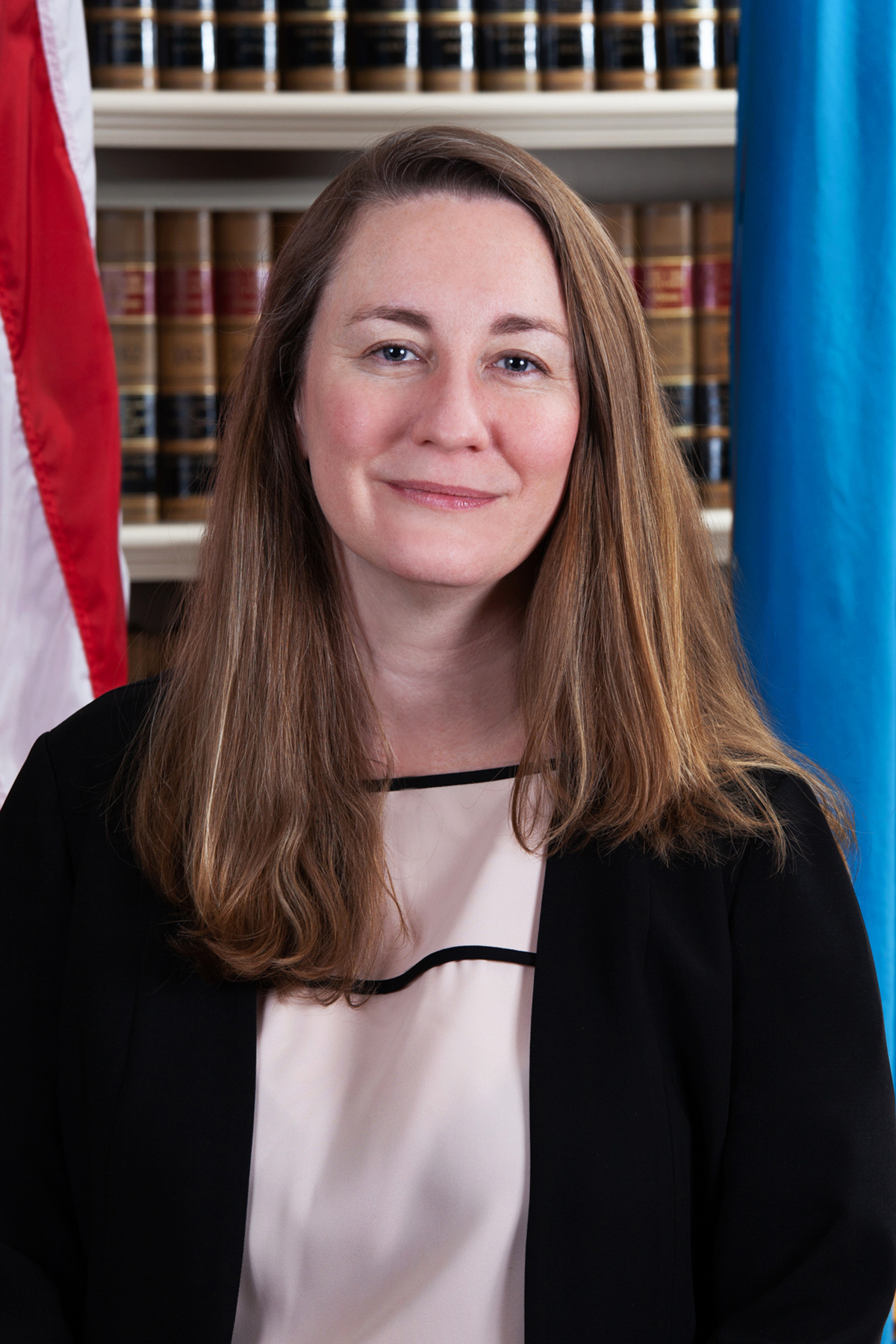
Kathaleen Saint Jude McCormick

Kathaleen Saint Jude McCormick (* 1979 in Dover, Delaware) ist eine US-amerikanische Juristin und Richterin am Delaware Court of Chancery, zunächst von 2018 bis 2021 als Vizekanzlerin und seitdem als Kanzlerin des Gerichts. Sie ist die erste Frau auf diesem Posten.

## Karriere
McCormick wurde in Dover, Delaware geboren, wuchs aber in Smyrna, Delaware auf. Sie machte den Bachelor of Arts in Philosophy an der Harvard University, wo sie in linken Studentenkreisen aktiv war und erhielt später den J.D. von der Notre Dame Law School verliehen. Sie begann ihre berufliche Karriere als Pflichtverteidigerin. Danach trat sie in Wilmington, Delaware in die Rechtsanwaltskanzlei Young Conaway Stargatt Taylor, wo sie Partnerin wurde. Dort spezialisierte sie sich auf Gesellschaftsrecht und ähnliche Unternehmensformen.
Im September 2018 nominierte Gouverneur John Carney McCormick und Morgan Zurn auf zwei neue Vizenkanzler-Positionen am Delaware Court of Chancery. Diese Ernennungen erhöhten die Gesamtzahl der Richter am Gericht von fünf auf sieben und waren die erste Erweiterung dieser Art seit 1989. Carney nannte McCormicks Erfahrung eine „sofortige Bereicherung für das Gericht“. Sie wurde vom Delaware Senate am 3. Oktober 2018 auf den Posten bestätigt und trat ihr Amt am 1. November an.
Im April 2021 nominierte sie Gouverneur John Carney als Kanzlerin des Delaware Court of Chancery, der damit auf den Rücktritt zur Mitte seiner Amtszeit des früheren Kanzlers Andre Bouchard reagierte. Der Delaware Senate bestätigte McCormick, und sie begann ihre 12-jährige Amtszeit am 6. Mai 2021. McCormick ist die erste Frau, die das Gericht seit seiner Gründung 1792 leitet.

### Nennenswerte Fälle
Am 30. April 2021 entschied McCormick in Snow Phipps Group, LLC v. KCake Acquisition, Inc. Dieser Fall war einer der ersten, in denen ein „geplatzter Deal“ vor Gericht kam, bei denen Unternehmenskäufer bei Fusionen oder Übernahmen versuchten, die abgeschlossenen Vereinbarungen zu vermeiden, weil die COVID-19-Pandemie die Geschäftsaussichten vieler Übernahmeziele verschlechtert hatte. Die Kläger waren das private Anlageunternehmen Snow Phipps Group, LLC sowie DecoPac Holdings, Inc., das Mutterunternehmen von KCake. Nachdem die Pandemie die Geschäftsaussichten von KCake wesentlich verschlechtert hatte, wollte das beklagte Unternehmen Kohlberg & Co. sich seinen Verpflichtungen entziehen, den Kauf von KCape für 550 Millionen US-Dollar abzuschließen. McCormick verwarf die Ausführungen Kohlbergs, dass die COVID-19-Pandemie zu einer wesentlichen Verschlechterung der Vermögensverhältnisse oder einer Unterbrechung der ordentlichen Geschäftsführung KCakes geführt habe und entschied dann, dass Kohlberg seine vertraglichen Verpflichtungen verletzt habe, unter Anwendung seiner „bestmöglichst vertretbaren Bemühungen“ die Finanzierung für die Transaktion zu erreichen. McCormick wies dann Kohlberg an, die Vereinbarung zu erfüllen.
Am 13. Juli 2022 wurde McCormick der Fall zugewiesen, bei dem es um den Übernahmestreit zwischen Twitter, Inc. und Elon Musk ging, Twitter v. Musk. Trotz Musks Einwendungen gewährte McCormick Twitters Antrag auf eine Fortsetzung des Rechtsstreites und setzte für Oktober 2022 eine Verhandlung an. Twitter beantragte beim Gericht die Anordnung einer specific performance, die Musk zum Abschluss des Deals verpflichtete. Weil mehrere Rechtskommentatoren die Auffassung äußerten, dass Musk das Verfahren verlieren würde, stimmte dieser der Übernahme von Twitter zu den vereinbarten Bedingungen zu. Dies erfolgte am 28. Oktober 2022. Prozessbeobachter waren der Auffassung, dass McCormicks Verhandlungsführung, sich nicht auf juristische Spielchen einzulassen, wesentlich war, um den Rechtsstreit zu beenden.
Im Januar 2024 erklärte McCormick Elon Musks Tesla-Prämienzahlung in Höhe von 55 Milliarden US-Dollar in Tornetta v. Musk, et al. Der Rechtsstreit, 2018 von dem Tesla-Aktionär Richard Tornetta eröffnet, der neun Aktien besaß, machte geltend, dass Teslas Aufsichtsrat seine Pflicht der Finanzkontrolle vernachlässigt hatte, indem er Musks Prämienpaket genehmigt hatte. Die Zahlung wurde 2018 von den Aktionären Teslas mit ungefähr 73 % der Anteile bestätigt. Trotz dieser Zustimmung urteilte McCormick, dass die Größe der Zahlung außerordentlich war und zweifelte an, dass es sich um eine faire Entlohnung handelte. Im Juni 2024 entschieden die Aktionäre von Tesla aufgrund des Urteils erneut über die Prämienzahlung mit einer Zustimmung von etwa 77 % der Anteile. Im Dezember 2024 erneuerte McCormick ihre Entscheidung, berief sich auf fortdauernde Zweifel über die Transparenz und die Fairness beim Zustandekommen der Zahlung. In Verbindung mit der Klage verlangten die Klägeranwälte ein Honorar von 5,6 Milliarden US-Dollar, was 29 Millionen Anteilen an Tesla entspräche, doch McCormick sprach ihnen 345 Millionen US-Dollar in bar oder Tesla-Aktien zu.

## Belege
1. ↑   Disney's Bob Iger Says He Also Backed Out of Buying Twitter Over Bots In: Gizmodo, 28. September 2022. Abgerufen am 10. September 2022 (amerikanisches Englisch).
2. ↑  Meet the judge who tamed the Musk-Twitter trial. In: AP News. 14. Oktober 2022 (amerikanisches Englisch).
3. 1 2  Zurn, McCormick nominated for Chancery Court posts. In: Delaware Business Now. 21. September 2018, abgerufen am 22. Januar 2019 (amerikanisches Englisch).
4. 1 2  Tom McParl: Del. Gov. Names 2 Women for New Chancery Seats as Business Court Expands. In: Delaware Law Weekly. 21. September 2018, abgerufen am 22. Januar 2019 (amerikanisches Englisch).
5. ↑  Tom Hals: Delaware governor nominates two for state's corporate court. In: Reuters. 20. September 2018 (amerikanisches Englisch).
6. ↑  Jeff Montgomery: McCormick, Zurn Confirmed To Complete Chancery Expansion. In: www.law360.com. 3. Oktober 2018, abgerufen am 22. Januar 2019 (amerikanisches Englisch).
7. ↑  Law notes: Jacobs back at Young Conaway Project New Start, Morris Nichols, Richards Layton Finger. In: Delaware Business Now. 23. Oktober 2018, abgerufen am 22. Januar 2019 (amerikanisches Englisch).
8. 1 2  Judicial Officers - Court of Chancery - Delaware Courts - State of Delaware. In: courts.delaware.gov. Abgerufen am 14. Juli 2022 (amerikanisches Englisch).
9. ↑  Jacob Owens: Senate confirms McCormick to lead Chancery. In: Delaware Business Times. 22. April 2021, abgerufen am 29. Mai 2021 (amerikanisches Englisch).
10. ↑  Jacob Owens: Carney taps McCormick, Will for Chancery. In: Delaware Business Times. 9. April 2021, abgerufen am 22. Dezember 2021 (amerikanisches Englisch).
11. 1 2 3 4 5  Matthew Salerno, Mark MacDonald, Jim Langston: Delaware Court Orders Up Prevention Doctrine to Require Reluctant Buyer to Close. In: Harvard Law School Forum on Corporate Governance. 27. Mai 2021 (amerikanisches Englisch).
12. ↑  Matthew L. DiRisio, James P. Smith III, Daniel H. Peters: COVID-19-Spawned "Busted Deal" M&A Litigation and MAEs. In: Lexology. 11. Mai 2020 (amerikanisches Englisch).
13. ↑   Twitter-Musk Case Assigned to Delaware Chief Judge McCormick In: Bloomberg, 13. Juli 2022 (amerikanisches Englisch).
14. ↑  Dan Milmo:  Twitter wins first legal battle with Elon Musk as trial to go ahead in October In: The Guardian, 19. Juli 2022 (amerikanisches Englisch).
15. ↑  How the spotlight-shy judge at the centre of Musk's battle with Twitter prevented the court fight becoming a circus. In: Fortune. (amerikanisches Englisch).
16. ↑  Dan Milmo, Kari Paul:  Elon Musk to proceed with $44bn buyout of Twitter after U-turn In: The Guardian, 4. Oktober 2022 (britisches Englisch).
17. ↑   Elon Musk takes control of Twitter in $44bn deal In: The Guardian, 28. Oktober 2022 (britisches Englisch).
18. ↑  How the spotlight-shy judge at the centre of Musk's battle with Twitter prevented the court fight becoming a circus. In: Fortune. (englisch).
19. 1 2 3  Court Says Elon Musk’s $55B Tesla Pay Package Is ‘Excessive’. In: Harvard Law School Forum on Corporate Governance. 31. Januar 2024 (englisch).
20. 1 2   Judge Voids Musk's $55 Billion Pay Package, Citing Fiduciary Issues In: Associated Press, 31. Januar 2024 (englisch).
21. 1 2   Tesla Vote Approves Elon Musk's $55B Pay Package With 73% Support In: Investor's Business Daily, 2018 (englisch).
22. 1 2   Tesla Shareholders Reapprove Musk’s Pay Package With 77% Support In: Financial Times, Juni 2024 (englisch).
23. 1 2   Judge Again Rejects Musk’s Multibillion-Dollar Pay Plan In: The Wall Street Journal, Dezember 2024 (englisch).

| Personendaten    | Personendaten                       |
| ---------------- | ----------------------------------- |
| NAME             | McCormick, Kathaleen                |
| ALTERNATIVNAMEN  | McCormick, Kathaleen Saint Jude     |
| KURZBESCHREIBUNG | US-amerikanische Juristin           |
| GEBURTSDATUM     | 9. September 1979                   |
| GEBURTSORT       | Dover, Delaware, Vereinigte Staaten |